# Campeonato de Australia de Ciclismo en Ruta
Los Campeonatos de Australia de Ciclismo en Ruta se organizan anualmente desde el año 1950 para determinar el campeón ciclista de Australia de cada año. El título se otorga al vencedor de una única carrera. El vencedor obtiene el derecho a portar un maillot con los colores de la bandera australiana hasta el Campeonato de Australia del año siguiente.

## Palmarés

### Competiciones masculinas

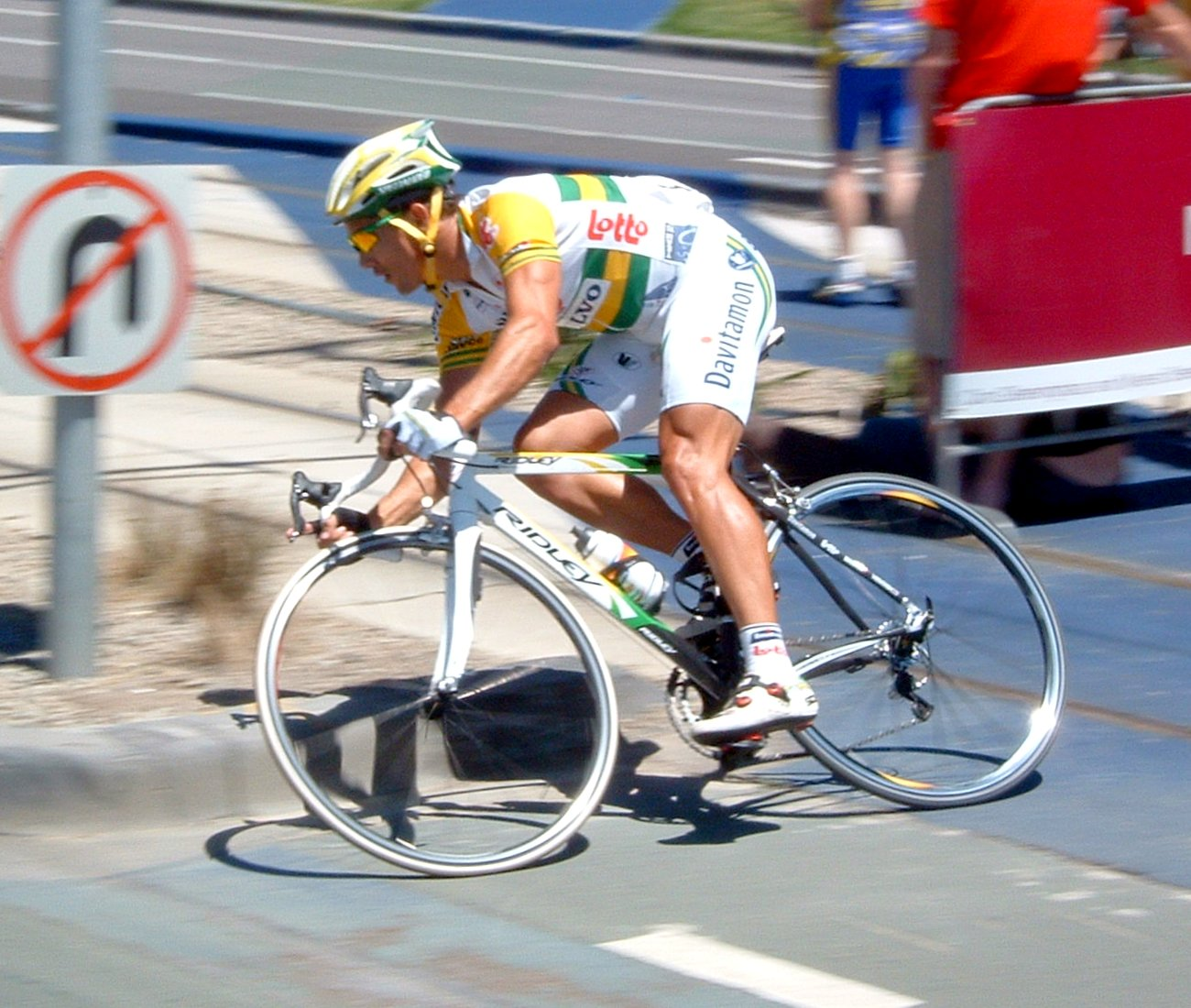
Robbie McEwen con el maillot de campeón de Australia, en 2005, durante la París-Tours.

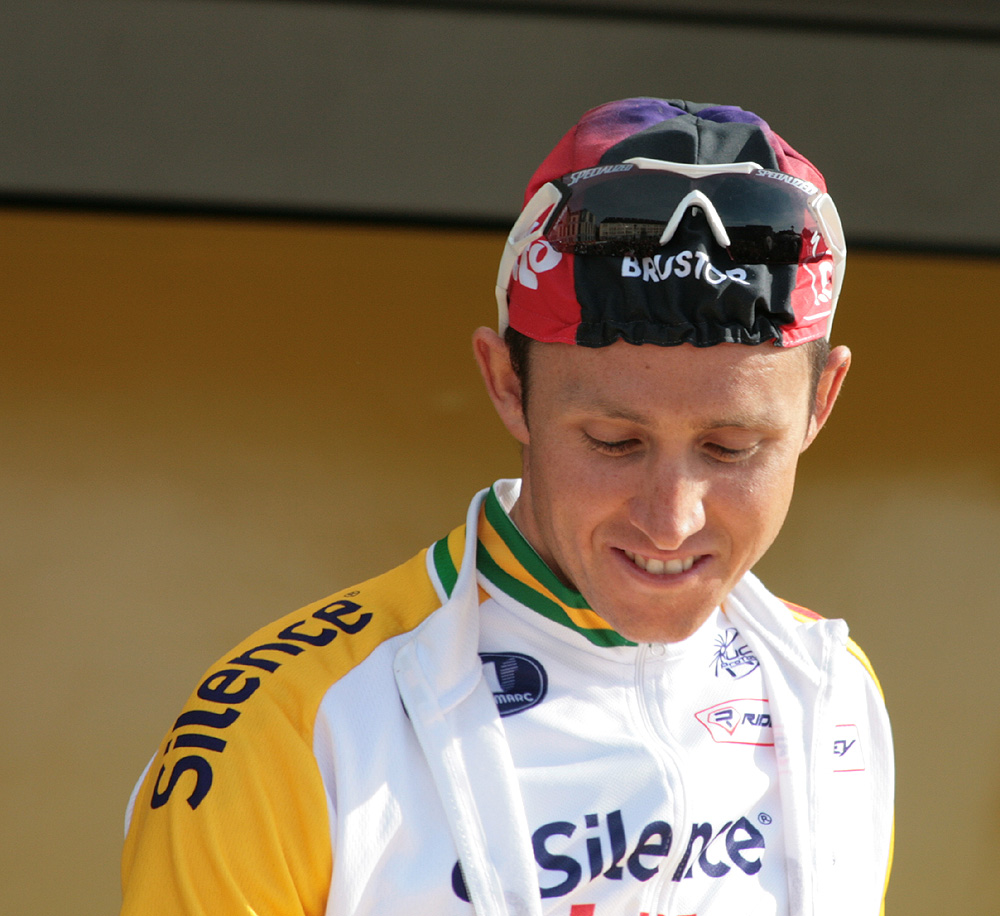
Matthew Lloyd con el maillot de campeón de Australia, en la salida de la Lieja-Bastoña-Lieja, en 2008.

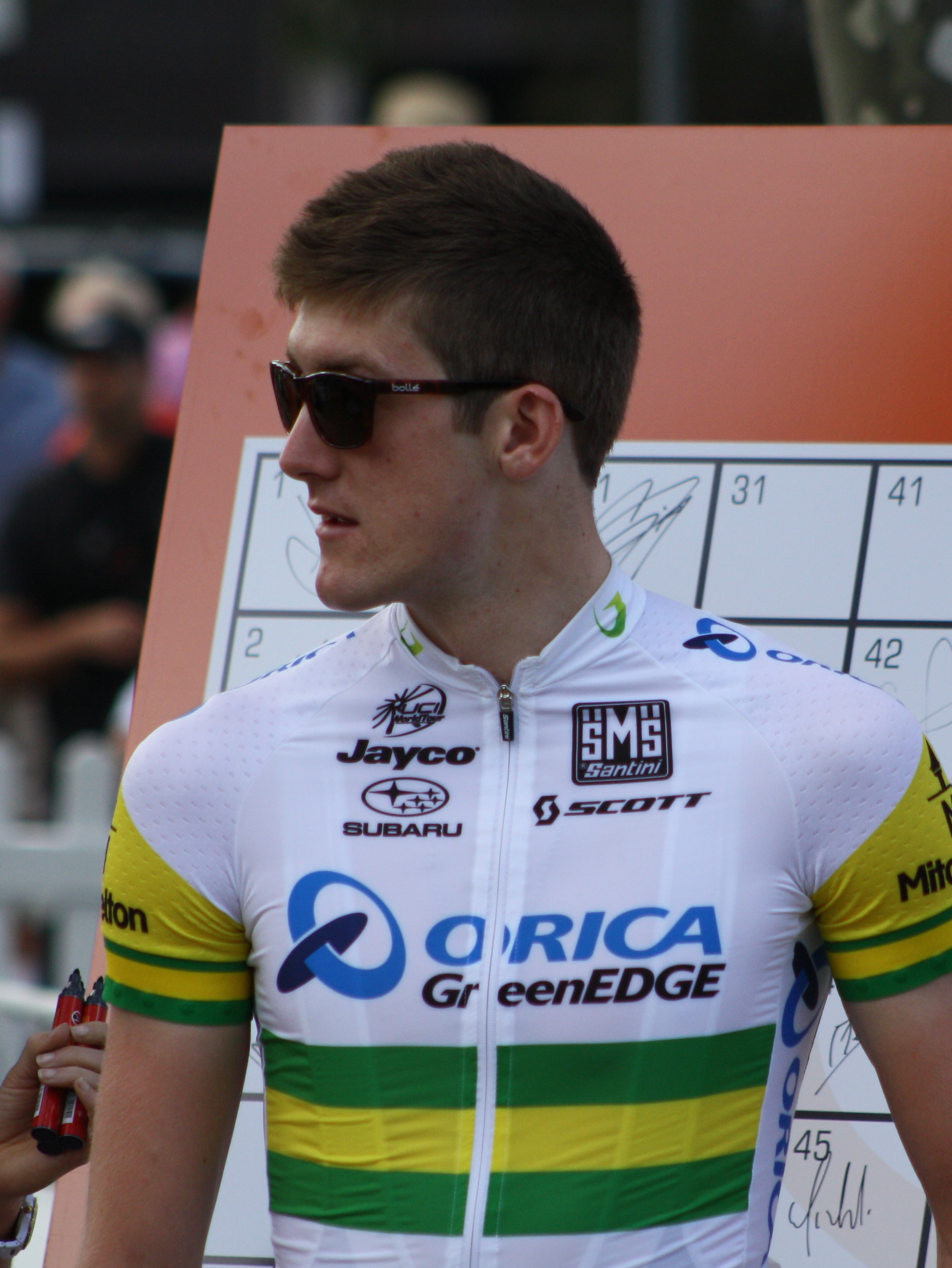
Luke Durbridge como de campeón de Australia en 2013.

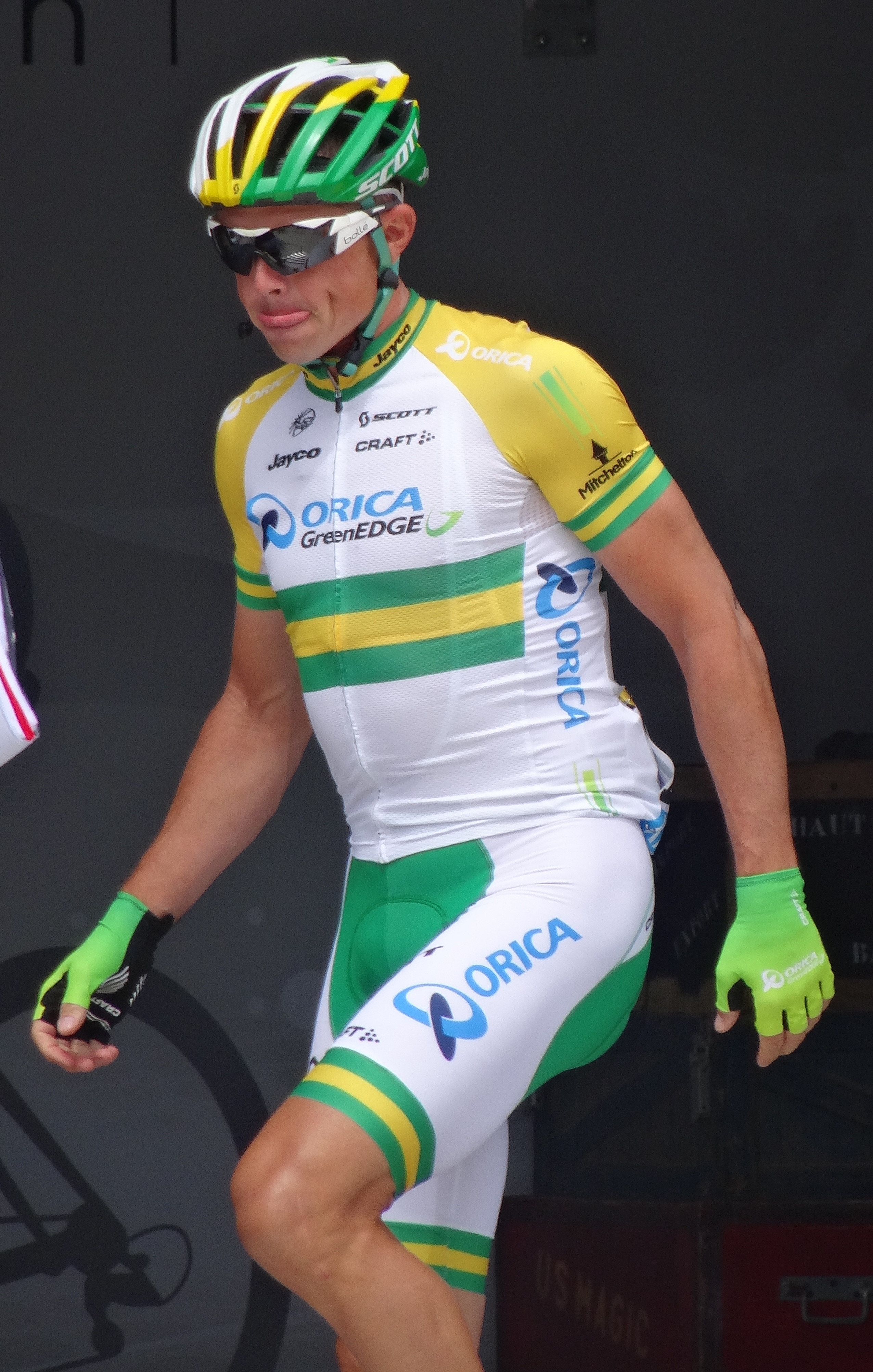
Simon Gerrans como de campeón de Australia de 2014 durante el Tour de Francia 2014.

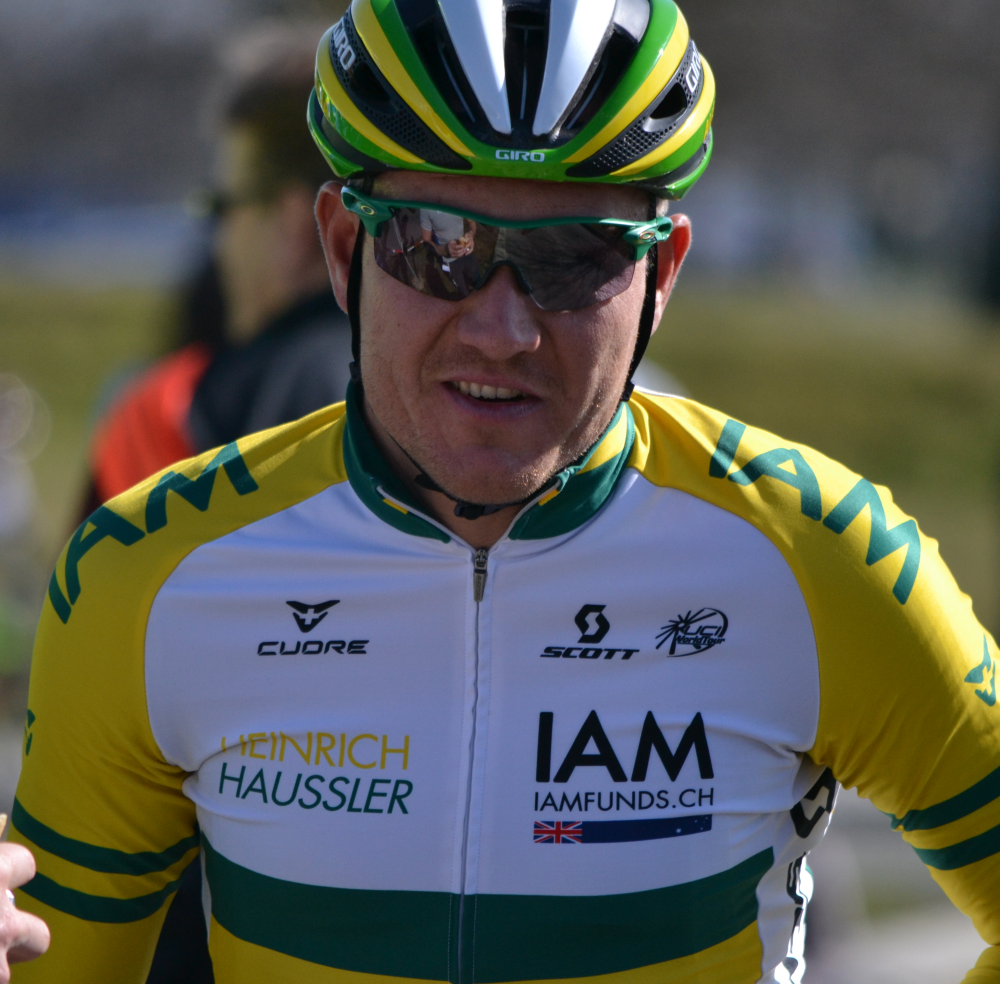
Heinrich Haussler como de campeón de Australia en 2015.

| Año  | Vencedor            | Segundo           | Tercero            |
| 1950 | Keith Rowley        | Harold Johnson    | Stan Bonney        |
| 1951 | John Beasley        | Graham Stabell    | Peter Anthony      |
| 1952 | Neil Peadon         | Graham Stabell    | Max Rowley         |
| 1953 | Alby Saunders       | Hector Sutherland | Neil Peadon        |
| 1954 | Eddy Smith          | Hector Sutherland | Angelo Catalano    |
| 1955 | Eddy Smith          | Murray French     | Ronald Murray      |
| 1956 | Russell Mockridge   | Eddy Smith        | Viv Blazely        |
| 1957 | Russell Mockridge   | James Taylor      | Peter Panton       |
| 1958 | Russell Mockridge   | Peter Panton      | Barry Waddell      |
| 1959 | Fred Roche          | Sid Patterson     | John Young         |
| 1960 | Fred Roche          | John Young        | Bill Knevitt       |
| 1961 | Neville Veale       | Bill Knevitt      | Fred Roche         |
| 1962 | John O'Sullivan     | Alan McLennan     | Kerry Hoole        |
| 1963 | Warwick Dalton      | Kerry Hoole       | John Young         |
| 1964 | Barry Waddell       | Bill Lawrie       | Sid Patterson      |
| 1965 | Matt Martino        | Barry Walker      | John Young         |
| 1966 | Kerry Hoole         | Ian Campbell      | Glen Birmingham    |
| 1967 | Graeme Gilmore      | Keith Oliver, Jr. | Kerry Hoole        |
| 1968 | Barry Waddell       | Kerry Hoole       | Keith Oliver, Jr.  |
| 1969 | Robert Whetters     | Tony Kelliher     | Vic Browne         |
| 1970 | Graham McVilly      | Keith Oliver, Jr. | Alan Goodchild     |
| 1971 | Graham McVilly      | Kerry Hoole       | Laurie Rogers      |
| 1972 | Kevin Spencer       | Frank Atkins      | Kerry Hoole        |
| 1973 | Kerry Hoole         | Henk Vogels, Sr.  | Vic Adams          |
| 1974 | Graham Rowley       | Vic Adams         | Warren Rudd        |
| 1975 | Donald Wilson       | Bruce Hunt        | Mike Dye           |
| 1976 | Peter Besanko       | Graham McVilly    | Tony Branchflower  |
| 1977 | Donald Wilson       | John Trevorrow    |                    |
| 1978 | John Trevorrow      | Graeme Hodgkiss   | Shane Bartley      |
| 1979 | John Trevorrow      | David Allan       | Terry Hammond      |
| 1980 | John Trevorrow      | Peter Besanko     | Terry Stacey       |
| 1981 | Clyde Sefton        | John Trevorrow    | David Allan        |
| 1982 | Wayne Hildred       | Terry Hammond     | Peter Besanko      |
| 1983 | Terry Hammond       | Clyde Sefton      | Shane Sutton       |
| 1984 | Peter Besanko       | Jim Krynen        | Shane Sutton       |
| 1985 | Laurie Venn         | Murray Hall       | Wayne Nicholls     |
| 1986 | Wayne Hildred       | Michael Lynch     | Anthony Hughes     |
| 1987 | Alan Dipple         | Wayne Hildred     | Paul Miller        |
| 1988 | Paul Miller         | Michael Lynch     | Paul Rugari        |
| 1989 | Gary Clively        | Edward Salas      | Scott Steward      |
| 1990 | Dean McDonald       | Edward Salas      | Malcolm Van Unen   |
| 1991 | Neil Stephens       | Peter Besanko     | Marcus Burns       |
| 1992 | David McFarlane     | Gavin Parsonage   | Tim Jamieson       |
| 1993 | Edward Salas        | Gavin Parsonage   | Peter Besanko      |
| 1994 | Allan Iacuone       | Nicolas Gates     | Scott McGrory      |
| 1995 | Neil Stephens       | Scott McGrory     | Damian Forster     |
| 1996 | Nick Gates          | Damian McDonald   | Edward Salas       |
| 1997 | Jonathan Hall       | Tristan Priem     | Steve Williams     |
| 1998 | David McKenzie      | Tom Leaper        | Edward Salas       |
| 1999 | Henk Vogels         | Stuart O'Grady    | Jamie Drew         |
| 2000 | Jamie Drew          | Jamie Drew        | Scott Sunderland   |
| 2001 | Steve Williams      | Cameron Hughes    | Matthew Wilson     |
| 2002 | Robbie McEwen       | Nathan O'Neill    | Robert Tighello    |
| 2003 | Stuart O'Grady      | Allan Davis       | Patrick Jonker     |
| 2004 | Matthew Wilson      | Robert McLachlan  | David McKenzie     |
| 2005 | Robbie McEwen       | Robert McLachlan  | Paul Crake         |
| 2006 | Russell van Hout    | Adam Hansen       | Henk Vogels        |
| 2007 | Darren Lapthorne    | Robert McLachlan  | Karl Menzies       |
| 2008 | Matthew Lloyd       | Adam Hansen       | Rory Sutherland    |
| 2009 | Peter McDonald      | Michael Rogers    | Adam Hansen        |
| 2010 | Travis Meyer        | David Kemp        | Damien Turner      |
| 2011 | Jack Bobridge       | Matthew Goss      | Simon Gerrans      |
| 2012 | Simon Gerrans       | Matthew Lloyd     | Richie Porte       |
| 2013 | Luke Durbridge      | Michael Matthews  | Steele Von Hoff    |
| 2014 | Simon Gerrans       | Cadel Evans       | Richie Porte       |
| 2015 | Heinrich Haussler   | Caleb Ewan        | Neil Van der Ploeg |
| 2016 | Jack Bobridge       | Cameron Meyer     | Patrick Lane       |
| 2017 | Miles Scotson       | Simon Gerrans     | Nathan Haas        |
| 2018 | Alexander Edmondson | Jay McCarthy      | Chris Harper       |
| 2019 | Michael Freiberg    | Chris Harper      | Cameron Meyer      |
| 2020 | Cameron Meyer       | Lucas Hamilton    | Marcus Culey       |
| 2021 | Cameron Meyer       | Kelland O'Brien   | Scott Bowden       |
| 2022 | Luke Plapp          | James Whelan      | Brendan Johnston   |
| 2023 | Luke Plapp          | Simon Clarke      | Michael Matthews   |
| 2024 | Luke Plapp          | Chris Harper      | Kelland O'Brien    |
| 2025 | Luke Durbridge      | Luke Plapp        | Liam Walsh         |

### Competiciones femeninas

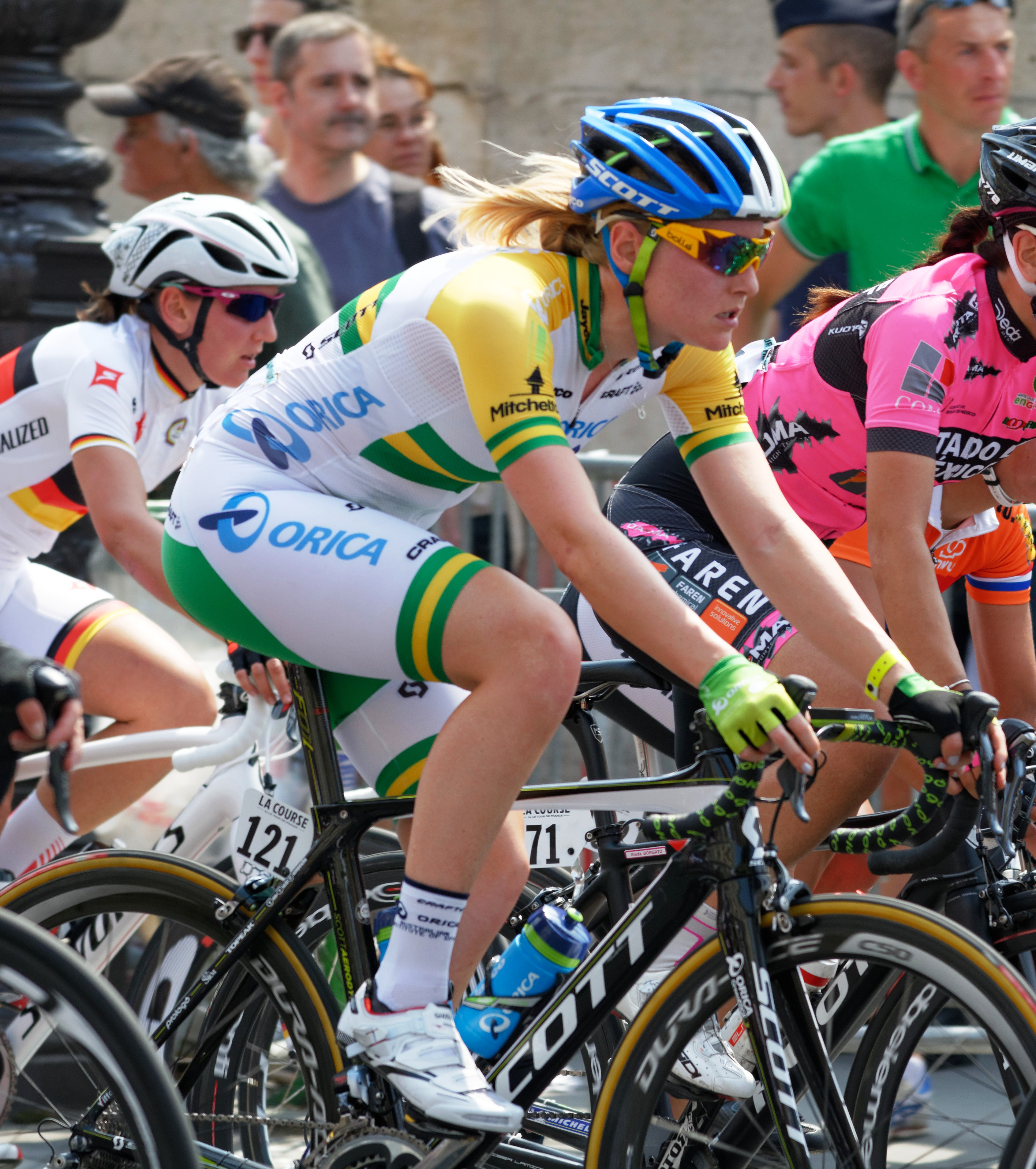
Gracie Elvin campeona de Australia en 2014.

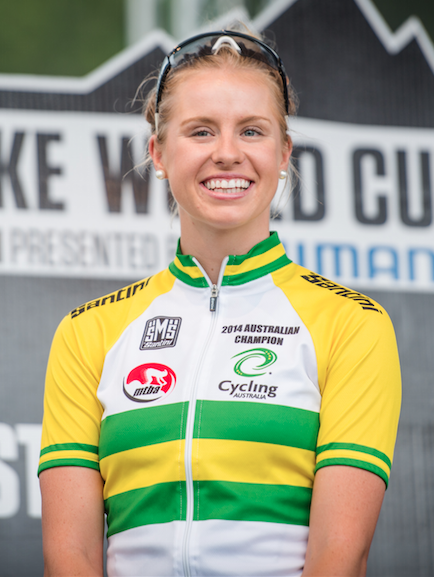
Peta Mullens en el pódium de 2015.

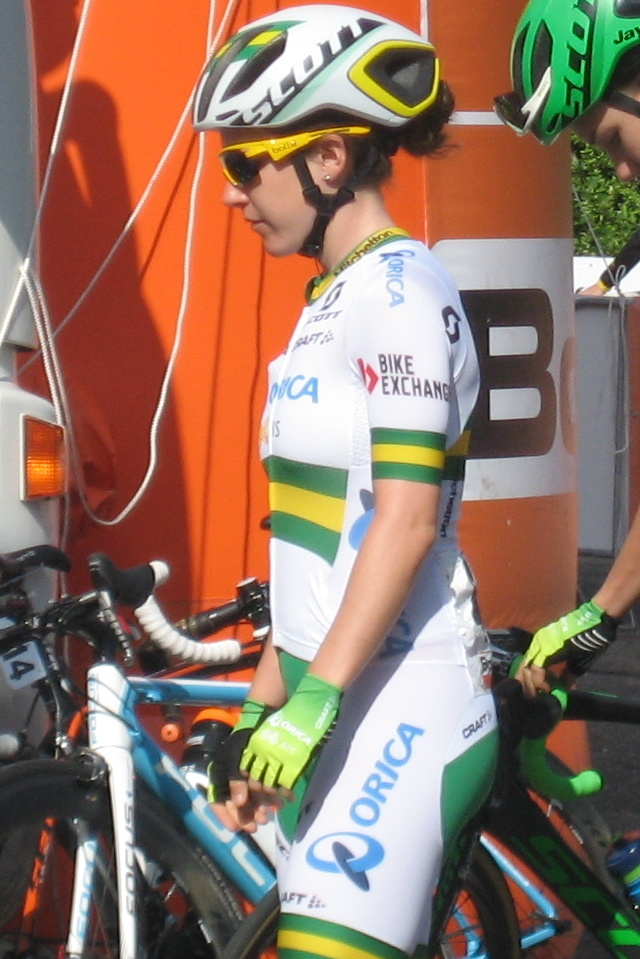
Amanda Spratt con el maillot de campeona de Australia, en 2016.

| Año  | Ganadora            | Segunda            | Tercera             |
| ---- | ------------------- | ------------------ | ------------------- |
| 1978 | Linda Meadows       | -                  | -                   |
| 1979 | Linda Meadows       | Barbara Eason      | Sue Dennis          |
| 1980 | Jenny Quaife        | -                  | -                   |
| 1981 | Heather Kelson      | Elisabeth Battle   | Vicky Carne         |
| 1982 | Siân Mulholland     | Michelle Robins    | Vicky Carne         |
| 1983 | Julie Speight       | -                  | -                   |
| 1984 | Robyn Battison      | Kathleen Shannon   | Debbie De Jongh     |
| 1985 | Kathleen Shannon    | Robyn Battison     | Wendy McKay         |
| 1986 | Kathleen Shannon    | Elisabeth Hepple   | Robyn Battison      |
| 1987 | Debbie Kinnear      | Kathy Watt         | Jacqui Uttien       |
| 1988 | Debbie Kinnear      | Kathleen Shannon   | Kathy Watt          |
| 1989 | Jane Slack Smith    | Kathleen Shannon   | Jennifer Hall       |
| 1990 | Kathleen Shannon    | Jacqui Uttien      | Donna Rae-Szalinski |
| 1991 | Kathleen Shannon    | Margaret Henderson | Jacqui Uttien       |
| 1992 | Kathy Watt          | Catherine Hart     | Anita Crossley      |
| 1993 | Kathy Watt          | Anita Crossley     | Cathy Reardon       |
| 1994 | Kathy Watt          | Cathy Reardon      | Anna Millward       |
| 1995 | Elisabeth Tadich    | Charlotte White    | Tracey Gaudry       |
| 1996 | Lynn Nixon          | Kathryn Watt       | Anna Millward       |
| 1997 | Symenko Jochinke    | Anna Millward      | Bridget Evans       |
| 1998 | Kathryn Watt        | Anna Millward      | Elisabeth Tadich    |
| 1999 | Tracey Gaudry       | Kathryn Watt       | Alison Wright       |
| 2000 | Anna Millward       | Alison Wright      | Tracey Gaudry       |
| 2001 | Katie Mactier       | Elisabeth Tadich   | Margaret Hemsley    |
| 2002 | Margaret Hemsley    | Hayley Rutherford  | Emma James          |
| 2003 | Olivia Gollan       | Oenone Wood        | Kym Shirley         |
| 2004 | Oenone Wood         | Katie Mactier      | Sara Carrigan       |
| 2005 | Lorian Graham       | Sara Carrigan      | Bridget Evans       |
| 2006 | Katherine Bates     | Sara Carrigan      | Oenone Wood         |
| 2007 | Katie Mactier       | Nikki Butterfiled  | Emma Rickards       |
| 2008 | Oenone Wood         | Sharon Laws        | Sara Carrigan       |
| 2009 | Carla Ryan          | Ruth Corset        | Nikki Butterfield   |
| 2010 | Ruth Corset         | Bridie O'Donnell   | Judith Arndt        |
| 2011 | Alexis Rhodes       | Carla Ryan         | Joanne Hogan        |
| 2012 | Amanda Spratt       | Tiffany Cromwell   | Rachel Neylan       |
| 2013 | Gracie Elvin        | Joanne Hogan       | Carla Ryan          |
| 2014 | Gracie Elvin        | Lauren Kitchen     | Katrin garfoot      |
| 2015 | Peta Mullens        | Rachel Neylan      | Shara Gillow        |
| 2016 | Amanda Spratt       | Ruth Corset        | Rachel Neylan       |
| 2017 | Katrin Garfoot      | Amanda Spratt      | Lucy Kennedy        |
| 2018 | Shannon Malseed     | Lauren Kitchen     | Grace Brown         |
| 2019 | Sarah Gigante       | Amanda Spratt      | Sarah Roy           |
| 2020 | Amanda Spratt       | Justine Barrow     | Grace Brown         |
| 2021 | Sarah Roy           | Grace Brown        | Lauretta Hanson     |
| 2022 | Nicole Frain        | Grace Brown        | Ruby Roseman-Gannon |
| 2023 | Brodie Chapman      | Grace Brown        | Amanda Spratt       |
| 2024 | Ruby Roseman-Gannon | Lauretta Hanson    | Alexandra Manly     |
| 2025 | Lucinda Stewart     | Ella Simpson       | Cassia Boglio       |

## Estadísticas

### Más victorias
| Ciclista          | Victorias | Años              |
| ----------------- | --------- | ----------------- |
| Russell Mockridge | 3         | 1956, 1957 y 1958 |
| John Trevorrow    | 3         | 1978, 1979 y 1980 |
| Luke Plapp        | 3         | 2022, 2023 y 2024 |
| Eddy Smith        | 2         | 1954 y 1955       |
| Fred Roche        | 2         | 1959 y 1960       |
| Barry Waddell     | 2         | 1964 y 1968       |
| Kerry Hoole       | 2         | 1966 y 1973       |
| Graham McVilly    | 2         | 1970 y 1971       |
| Donald Wilson     | 2         | 1975 y 1977       |
| Peter Besanko     | 2         | 1976 y 1984       |
| Wayne Hildred     | 2         | 1982 y 1986       |
| Neil Stephens     | 2         | 1991 y 1995       |
| Robbie McEwen     | 2         | 2002 y 2005       |
| Jack Bobridge     | 2         | 2011 y 2016       |
| Simon Gerrans     | 2         | 2012 y 2014       |
| Cameron Meyer     | 2         | 2020 y 2021       |
| Luke Durbridge    | 2         | 2013 y 2025       |

| Ciclista         | Victorias | Años                    |
| ---------------- | --------- | ----------------------- |
| Kathleen Shannon | 4         | 1985, 1986, 1990 y 1991 |
| Kathy Watt       | 3         | 1992, 1993 y 1994       |
| Amanda Spratt    | 3         | 2012, 2016 y 2020       |
| Linda Meadows    | 2         | 1978 y 1979             |
| Debbie Kinnear   | 2         | 1987 y 1988             |
| Katie Mactier    | 2         | 2001 y 2007             |
| Oenone Wood      | 2         | 2004 y 2008             |
| Gracie Elvin     | 2         | 2013 y 2014             |